# آلبرت شوایتزر (فیلم)
آلبرت شوایتزر (انگلیسی: Albert Schweitzer) فیلمی در ژانر مستند به کارگردانی جروم هیل است که در سال ۱۹۵۷ منتشر شد.